# Dbx
O dbx é um depurador de código-fonte baseado em Unix, encontrado principalmente nos sistemas operacionais Solaris, AIX, IRIX e BSD Unix. Ele provê depuração simbólica para programas escritos em C, C++, Pascal e Fortran, entre outras. Sob o dbx, os programas podem ser executados passo-a-passo, tanto no código-fonte, quanto em instruções de máquina. Além de permitir acompanhar as operações do programa, suas variáveis podem ser manipuladas e visualizadas, usando-se um conjunto amplo de expressões e recursos.
O dbx foi criado na Universidade de Berkeley, por Mark Linton. E foi obtido pelos vários vendedores que licenciaram o BSD Unix. A partir daí, tem evoluído em diferentes versões. Por exemplo:
- o dbx é oferecido nos sistemas z/OS da IBM, no componente UNIX System Services. O dbx para z/OS pode depurar programas escritos em  C e C++. Quando parte do z/OS V1R5, o dbx pode depurar programas escritos no formato de depuração DWARF. Além disso, o z/OS V1R6 incluiu a depuração de programas para 64 bits; e
- o dbx é parte do produto Oracle Solaris Studio[n 1], que executa em Solaris, e muitas de suas ferramentas estão também disponíveis para Linux. A versão do dbx para Solaris Studio suporta programas compilados tanto com os compiladores próprios, quanto gerados com os compiladores C e C++ da GNU Compiler Collection (gcc e g++, respectivamente).